# 60 Dywizja Strzelców
60 Dywizja Strzelców  – związek taktyczny piechoty Armii Czerwonej okresu wojny polsko-bolszewickiej. Od lutego 1920 wchodziła w skład 14 Armii.
17 marca 1920 Polacy w zdobytej kancelarii 2 Brygady 60 DS znaleźli rozkazy operacyjne nakazujące przygotowania do większej ofensywy w ogólnym kierunku na Kamieniec Podolski.
5 maja 1920 obsadziła stanowiska na południe od Tulczyna.
Rozformowana w kwietniu 1921 r.

## Struktura organizacyjna
Przed bitwą pod Wołoczyskami:
- 178 Brygada Strzelców
  - 532 pułk strzelców
  - 533 pułk strzelców
  - 534 pułk strzelców
- 179 Brygada Strzelców
  - 535 pułk strzelców
  - 536 pułk strzelców
  - 537 pułk strzelców
- 180 Brygada Strzelców
  - 538 pułk strzelców
  - 539 pułk strzelców
  - 540 pułk strzelców
- 60 pułk jazdy Bajłowa
- bateria artylerii ciężkiej
- dywizjon artylerii polowej

ponadto:
- dwa samochody pancerne
- pociągi pancerne: „Smiert Panom”, „Aleksiejew”, „Krasnoarmiejec”, „Bela Kun” i amunicyjny
- siedem samolotów

## Dowódcy dywizji[1]
- Dmitrij Gebel (25 lipca 1919 - 15 sierpnia 1919)
- Pawieł Martuzow (15 sierpnia 1919 - 20 sierpnia 1919)
- G. Martynienko (20 sierpnia 1919 - 7 września 1919)
- p.o. A. Nikołajenko (7 września 1919 - 11 września 1919)
- Nikołaj Krapiwianski (11 września 1919 - 18 stycznia 1920)
- D. Pomazkin (18 stycznia 1920 - 7 marca 1920)
- P. Iwanow (7 marca 1920 - 6 października 1920)
- L. Kriuczkowski (6 października 1920 - 21 kwietnia 1921)